# Torbjörn Westermark
Erik Gunnar Torbjörn Westermark, född 9 april 1923 i Sollefteå församling, död 2 oktober 2001 i Täby, var en svensk kemist.

## Utbildning och karriär
Westermark tog civilingenjörsexamen vid Kungliga Tekniska högskolan (KTH) 1946, blev teknologie licentiat 1955 och teknologie doktor 1961. Westermark var från sin doktorandtid verksam inom det kärnkemiska området, och blev biträdande lärare i tillämpad kärnkemi vid KTH 1949. Han blev docent i kärnkemi 1961 och professor i kärnkemi vid KTH 1962 och uppbar professuren till sin pensionering 1988.

## Vetenskaplig gärning
Westermarks verksamhet var inledningsvis inriktad på industriella tillämpningar av kärnkemi. Från 1960-talet var han även verksam inom miljöforskning. De kärnkemiska mätmetoder som utvecklats vid Westermarks institution användes för att studera giftverkan av tungmetaller i miljön, bland annat av kvicksilver på fåglar. Hans forskargrupp bidrog till att klarlägga kopplingen mellan kvicksilverutsläpp och minskad förekomst av rovfåglar. Han var även aktiv i debatten kring risker med joniserande strålning och kärnkraftens säkerhet.

## Priser och utmärkelser
Westermark invaldes 1971 som ledamot av Kungliga Ingenjörsvetenskapsakademien och blev 1981 ledamot av Kungliga Vetenskapsakademien. Han tilldelades 1986 KTH:s stora pris och 1989 Ingenjörsvetenskapsakademiens stora guldmedalj med motiveringen "för hans pionjärarbeten inom kemi och biologi och för hans engagemang som objektiv debattör i en rad viktiga teknikområden".

## Familj
Torbjörn Westermark var son till jägmästare Gustaf Vestermark och Mal Samuelsson samt gift från 1950 med Ulla Hedquist (född 1927), dotter till studierektor Oscar Hedquist och Göta Lundborg.